# 達尼奇夫
50°39′50″N 27°0′37″E / 50.66389°N 27.01028°E
達尼奇夫（烏克蘭語：Даничів）是位於烏克蘭西北部里夫內州裏里夫內區的村莊，始建於1577年，面積2.98平方公里，2001年口807人，人口密度每平方公里270.5人。